# Ash Vale
Ash Vale est un village du district de Guildford dans le comté du Surrey, en Angleterre. Il est à 7 miles (11 km) de Guildford mais il est plus proche de deux villes du Hampshire : Aldershot et Farnborough, dont les centres-villes sont chacun à environ 2 miles (4 km) de distance, immédiatement à travers les deux traversées de la rivière Blackwater, au sud-ouest et au nord-ouest.

## Géographie
Les limites d'Ash Vale sont clairement délimitées sur deux côtés, par la rivière à l'ouest et à l'est par le canal de Basingstoke parallèle, plus élevé de quelques écluses. De l'autre côté de ces limites se trouvent, respectivement, la garnison d’Aldershot (ville militaire) et le grand camp d'entraînement de Surrey Heath utilisé par le Ministère de la Défense, principalement l'armée de terre britannique. Ce dernier est une réserve naturelle de comté cogérée, avec par exemple Ash Ranges d'une superficie de 2 439 acres (987 ha) et Pirbright Ranges de 2 765 acres (1 119 ha), à laquelle l'accès est autorisé de manière inégale selon les jours et les zones (voir le site web du Wildlife’s Trust). Le type de sol à l'est est une lande est très acide, sablonneuse et limoneuse qui ne représente que 1,9 % du sol anglais et 0,2 % du sol gallois, ce qui donne naissance à des paysages de pins et de conifères, tels qu'on en voit à Wentworth et Foxhills estate, ce qui est bon pour la biodiversité.
Deux embranchements de chemin de fer se croisent au milieu du village sans former de jonction. Au nord du village se trouvent la gare d'Ash Vale et la gare de North Camp, respectivement sur la ligne Londres-Aldershot-Alton et la ligne Reading-Guildford-Gatwick. En outre, les trains traversent Ash Vale de Guildford à Ascot via Aldershot. Le village doit son développement à la garnison et aux chemins de fer. Au sud se trouve une zone limitée de pays agricole fertile.

### Environnement
La pollution de l’air est très faible, sans zones de gestion de la qualité de l’air dans ce district ni celui immédiatement adjacent de Rushmoor. Le drainage est bon, toute l’eau s’écoulant doucement vers l’ouest par la vallée de la haute Blackwater. Dans les parties orientales, des tirs lointains peuvent être entendus à partir des chaînes Ash. Occasionnellement, des avions légers décollent de l’aéroport de Farnborough, à environ trois miles à l’ouest, et suivent diverses routes aériennes passant au-dessus du village.